# Awbere (woreda)
Cet article concerne le district. Pour la ville, voir Awbere.
Awbere est un woreda de l'est de l'Éthiopie situé dans la zone Fafan de la région Somali. Ce district a 339 503 habitants en 2007 et porte le nom de son chef-lieu Awbere ou Teferi Ber. Les woredas Harawo et Wajale s'en détachent récemment.

## Origine et noms
Désigné sous le nom de « Teferi Ber » au début des années 2000, le woreda Awbere s'étendait dans le nord de la zone Jijiga (actuelle zone Fafan), depuis le Somaliland jusqu'à la zone Shinile (actuelle zone Siti) et à l'ancien woreda Jijiga.
Outre ce nom de Teferi Ber, le district peut s'appeler Awbere[réf. souhaitée], Awubere ou Aw-Bare selon les sources.

## Situation
Situés à l'extrémité nord de la zone Fafan, les woredas Harawo, Awbere et Wajale sont limitrophes du Somaliland à l'est et de la zone Siti au nord-ouest.
Awbere est de plus limitrophe de la région Oromia depuis le transfert de Chinaksen (en) dans cette région. 
La principale agglomération, Togo Chale ou  Togechane située sur la route principale à la frontière du Somaliland, s'est détachée d'Awbere sous le nom de Wajale.
Les autres agglomérations recensées en 2007 sont :
- Derwonaji[8] ou Derwanaje[9], aussi appelée Harawa[10], qui est désormais dans le woreda Harawo ;
- Awubere[11], Awbere ou Teferi Ber[12],[13], qui reste le chef-lieu du woreda Awbere ;
- Lefeisa[14] ou Lefe Isa[15],[16] qui reste dans le woreda Awbere à la limite de la région Oromia.

## Population
Le recensement national de 2007 fait état dans le district d'une population de 339 503 habitants dont 12 % de citadins qui sont les 14 438 habitants de Wajale ainsi que 11 421 habitants à Derwonaji, 10 813 habitants à Awbere et 3 078 habitants à Lefeisa, le district recensé comprenant encore à l'époque les futurs woredas Harawo et Wajale.
Plus de 99 % des habitants sont musulmans.
En 2022, la population est estimée sur le même périmètre  à 496 198 personnes avec une densité de population de 150 personnes par km2 et 3 314 km2 de superficie.
Entre-temps, le territoire d'Awbare se réduit à 1 795 km2 du fait du détachement d'Harawo (1 535 km2) et de Wajale (115 km2).